# Rebeka Benzsay
Rebeka Benzsay (* 24. Februar 2000 in Budapest) ist eine ungarische Handballspielerin. Sie ist ungarische Nationalspielerin in der Disziplin Beachhandball.
Rebeka Benzsay studiert Biologie an der Eötvös-Loránd-Universität in Budapest und lebt in Szentendre, einer der Hochburgen des europäischen Beachhandballs. Sie spielt seit ihrer Kindheit sowohl in der Halle als auch auf Sand für Szentendrei N.K.E. 2014 begann sie ernsthaft mit dem Beachhandballsport. 2015 wurde sie gemeinsam mit ihrer Mitspielerin Csenge Braun für einen Lehrgang der ungarischen U19-Nationalmannschaft eingeladen, danach aber noch nicht berufen.

## Beachhandball

### Juniorinnen
Benzsay wurde schon als 15-Jährige für die U19-Beachhandball-Nationalmannschaft Ungarns nominiert und nahm mit dieser an den U-19-Junioreneuropameisterschaften 2015 in Lloret de Mar teil, wo das ungarische Team die Goldmedaille gewann. Im Jahr darauf wurde sie mit Ungarn bei den Beachhandball-Junioreneuropameisterschaften 2016 in Nazaré Fünfte. Es folgten die Beachhandball-Junioreneuropameisterschaften 2017 am Jarun-See bei Zagreb. Das Team spielte erneut ein gutes Turnier und erreichte das Spiel um den dritten Platz, wo man Deutschland im Shootout unterlag. Im Alter von erst 17 Jahren wurde sie anschließend wie auch Csenge Braun für die Beachhandball-Europameisterschaften 2017 an selber Stelle unmittelbar im Anschluss berufen und kam in allen zehn Spielen zum Einsatz. Nach einer schwachen Vorrunde, in der von vier Spielen nur das gegen Deutschland im Shootout gewonnen werden konnte, wobei Benzsay mit zehn Punkten ihre meisten Punkte erzielen konnte, steigerte sich die Mannschaft in der Hauptrunde nur wenig. Auch hier konnte sie von vier Spielen nur das gegen den Tabellenletzten Italien gewinnen. In den Platzierungsspielen gewann Ungarn zunächst im Shootout gegen die Ukraine, verlor dann aber im abschließenden Spiel um Rang neun gegen Kroatien. Insgesamt erzielte sie im Turnierverlauf 35 Punkte. Damit verpasste Ungarn eigentlich die Qualifikation für die Beachhandball-Juniorenweltmeisterschaften 2017 in Flic-en-Flac auf Mauritius, rückte aber für die nicht angetretenen Norwegerinnen nach. Bei nur einer Niederlage im gesamten Turnierverlauf gewann das ungarische Team nach einer überzeugenden Turnierleistung gegen die Niederlande den Titel. Auch bei den Beachhandball-Junioreneuropameisterschaften 2018 in Montenegro gewann Benzsay mit Ungarn den Titel.

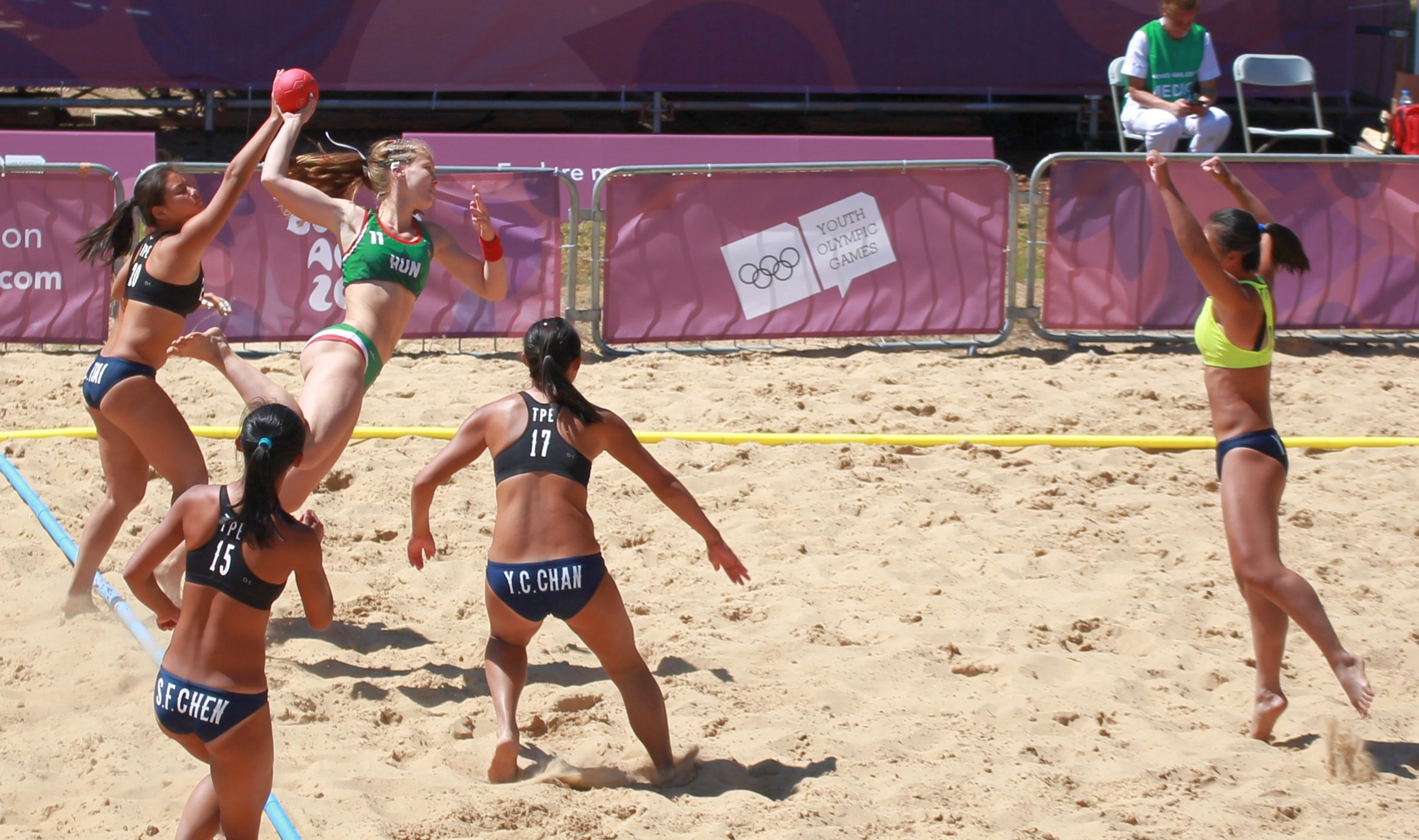
Benzsay (in grün) trifft zum 6:4 im ersten Durchgang gegen Taiwan im letzten Vorrundenspiel bei den Olympischen Jugendspielen

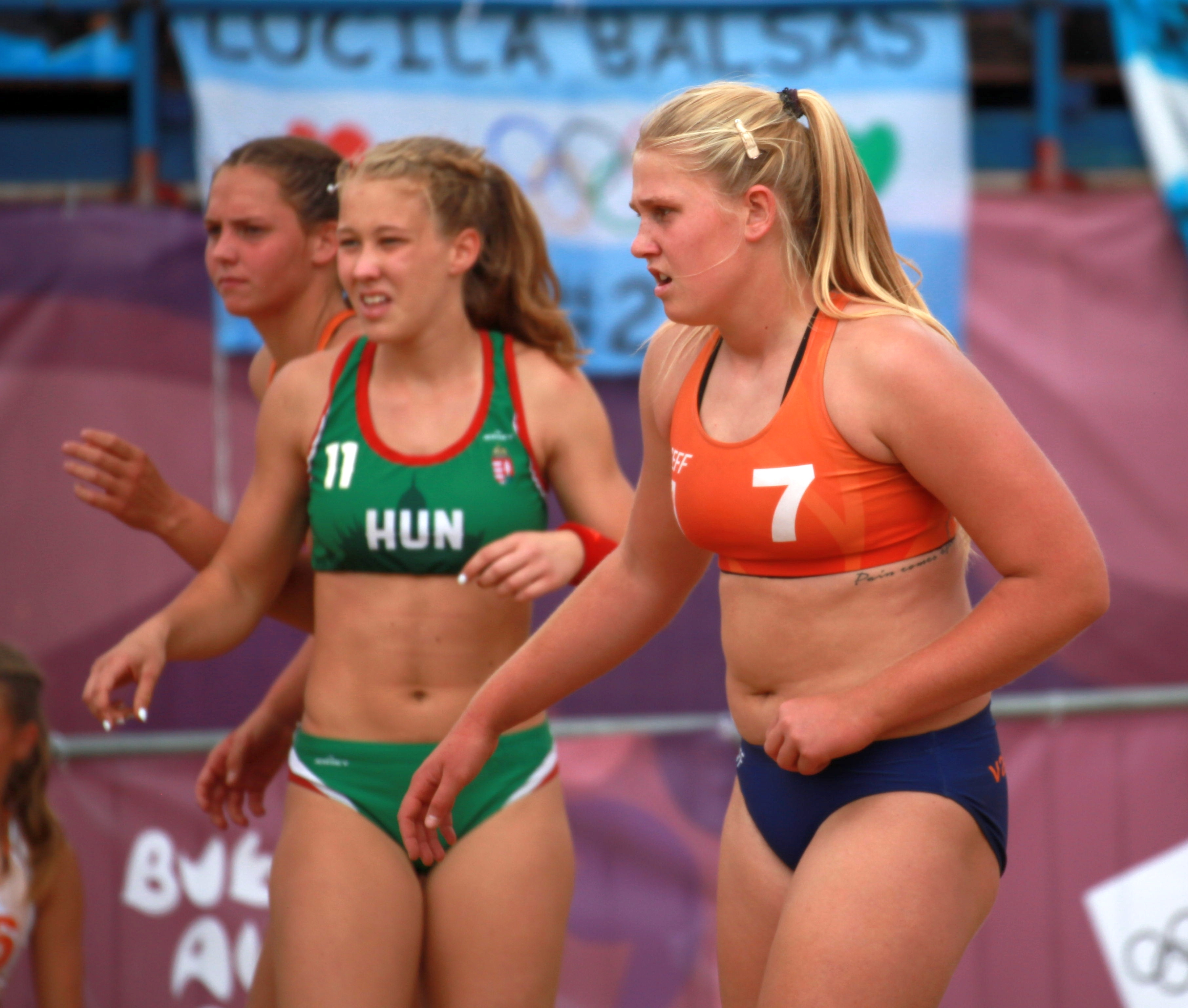
Benzsay (grün) und Amber van der Meij (Niederlande, orange) im Spiel um Bronze bei den Olympischen Jugendspielen

Ein Jahr später gehörte Benzsay zum Kader Ungarns für die Olympischen Jugendspiele 2018 in Buenos Aires, wo Beachhandball erstmals im Programm Olympischer Spiele stand. Schon gleich im ersten Spiel gegen Amerikanisch-Samoa gelang ein deutlicher Sieg, zu dem Benzsay mit elf die meisten Punkte ihres Teams beisteuerte. Auch gegen den zweiten großen Außenseiter des Turniers, Mauritius, gelang im nächsten Spiel ein deutlicher Sieg, nach Braun erzielte Benzsay mit acht die zweitmeisten Punkte. Im dritten Spiel konnte Russland nach Shootout bezwungen werden. Mit jeweils 16 Punkten waren Benzsay und Dorottya Gajdos beste Scorerinnen Ungarns. Auch beim 2-0-Sieg gegen die großen Konkurrenten um den Sieg in der Vorrunde, Kroatien, war sie mit 13 Punkten beste Werferin. Auch das letzte Spiel der Vorrunde gegen Chinesisch Taipeh wurde mit 2-0 gewonnen, mit 19 Punkten war Benzsay mit weitem Abstand beste Scorerin des Spiels. In der ersten Halbzeit erzielte sie den Siegtreffer 17 Sekunden vor Schluss bei einem schnellen Gegenzug. Auch in der Hauptrunde konnte die Erfolgsserie fortgesetzt werden und Paraguay wurde mit 2-0 geschlagen. Das nächste Spiel war gegen die Gastgeberinnen aus Argentinien und führte bis in den Shootout, in dem sich die Ungarinnen erstmals geschlagen geben mussten, obwohl die Ungarinnen in der Addition beider Durchgänge mit 38:31 Punkten eine deutlich bessere Quote aufzuweisen hatten. Gegen die Niederlande im finalen Hauptrundenspiel konnte sich Ungarn im Shootout durchsetzen und zog hinter den Niederlanden und vor Argentinien und Kroatien in die Halbfinalspiele ein. Hier unterlag Ungarn gegen die Gastgeberinnen im Shootout, obwohl die Ungarinnen in der Addition der Halbzeiten sogar einen Punkt mehr erzielt hatten. Im Spiel um den dritten Rang traf man erneut auf die Auswahl der Niederlande, die mit 2-0 geschlagen werden konnte. Nachdem Benzsay im Halbfinale das einzige Spiel im Turnier keinen Punkt erzielt hatte, steuerte sie im Finale zum Sieg zwei Punkte bei. Mit insgesamt 87 Punkten war sie nach Braun mit 95 erzielten Punkten und vor Sára Léránt (86) erfolgreichste Scorerin ihrer Mannschaft im Turnier. Die Bronzemedaille war die erste vergebene Medaille im Beachhandball im Olympischen Rahmen.

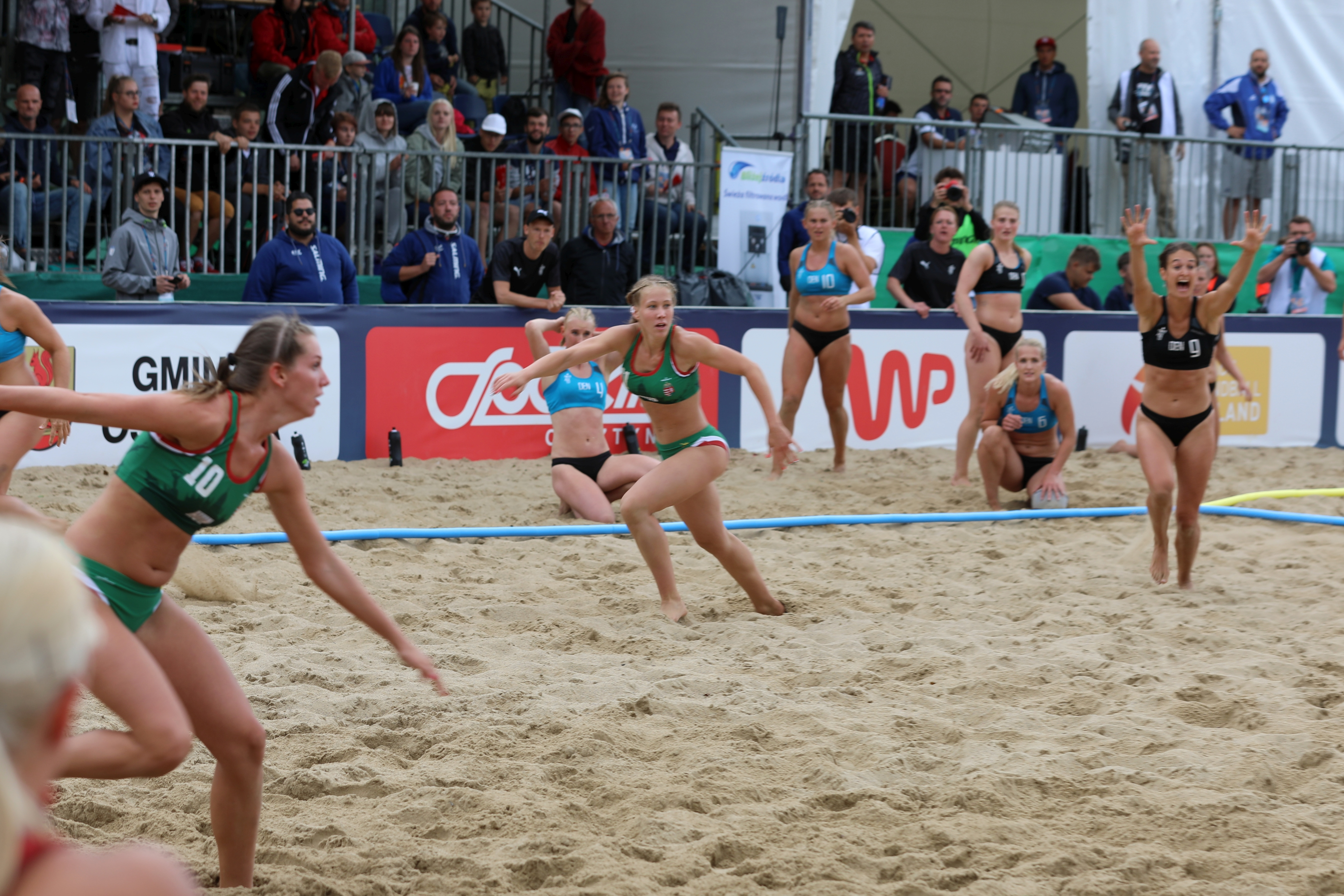
Benzsay (Bildmitte) sprintet nach ihrem Ausgleich kurz vor dem Ende zurück, kann den erfolgreichen Gegenangriff der Däninnen aber nicht mehr verhindern

### Frauen
Die Erfolge setzten sich bei der Beachhandball Euro 2019 in Stare Jabłonki fort. Benzsay gehörte erneut wie auch erneut Csenge Braun und zudem Gabriella Landi, Gréta Hadfi und Réka Király sowie die damalige Co-Trainerin Ágnes Győri aus der Olympiamannschaft zum ungarischen Aufgebot. Gegen Polen, Portugal, Frankreich und Zypern wurden alle vier Spiele der Vorrunde gewonnen. Gegen Portugal war Benzsay mit zehn Punkten zweitbeste ungarische Scorerin. Weniger gut verlief die Hauptrunde, in der zunächst gegen Kroatien und dann die Niederlande verloren wurde, bevor das dritte und letzte Spiel gegen Norwegen gewonnen werden konnte. Als Gruppenvierte erreichten die Ungarinnen als Letzte die Viertelfinalspiele. Das Spiel gegen Spanien ging bis in den Shootout, wurde aber am Ende gewonnen. Im Halbfinalspiel traf man einmal mehr auf die Niederlande, die dieses Mal deutlich mit 2-0 geschlagen werden konnten. Im Finale traf Ungarn auf Dänemark. Nachdem der erste Durchgang deutlich an die Nordeuropäerinnen gegangen war, wurde der zweite Durchgang am Ende dramatisch. Dänemark führte wenige Sekunden vor dem Ende mit zwei Punkten, als Benzsay mit ihrem einzigen Treffer in diesem Spiel ausglich. Als nahezu alle Zuschauer nun von einer Verlängerung ausgingen, erzielte Ann Cecilie Møller bei einem letzten schnellen dänischen Angriff mit der Schlusssekunde den Siegtreffer. Es war zugleich die Qualifikation für die World Beach Games 2019 in ar-Rayyan, Katar, für die Benzsay jedoch nicht berufen wurde.
2020 gewann Benzsay mit Multichem Szentendrei NKE den ungarischen Meistertitel.

## Erfolge
Olympische Jugendspiele
- 2018: Bronze

Beachhandball-Europameisterschaften
- 2017: Zehnte
- 2019: Silber

Beachhandball-Juniorenweltmeisterschaften
- 2017: Gold

Beachhandball-Junioreneuropameisterschaften
- 2015: Gold
- 2016: Fünfte
- 2017: Vierte
- 2018: Gold

## Einzelbelege
1. ↑  Benzsay Rebeka: a legvadabb álmaimban sem gondoltam volna, hogy arannyal jövünk haza. Abgerufen am 27. März 2020.
2. ↑  Benzsay Rebeka: a legvadabb álmaimban sem gondoltam volna, hogy arannyal jövünk haza. Abgerufen am 27. März 2020.
3. ↑  Balássy László: Magyar Olimpiai Bizottság - BENZSAY REBEKA. 14. November 2018, archiviert vom Original (nicht mehr online verfügbar) am 27. März 2020; abgerufen am 27. März 2020 (ungarisch).  Info: Der Archivlink wurde automatisch eingesetzt und noch nicht geprüft. Bitte prüfe Original- und Archivlink gemäß Anleitung und entferne dann diesen Hinweis.
4. ↑  admin: Impressions from the second day of the EURO | BH Euro 2017 YAC. Abgerufen am 26. März 2020 (amerikanisches Englisch).
5. ↑  admin: Netherlands and Spain defended the European crown! | BH Euro 2017 YAC. Abgerufen am 26. März 2020 (amerikanisches Englisch).
6. ↑  Europsko prvenstvo u rukometu na pijesku - rezultati. Abgerufen am 26. März 2020.
7. ↑  Dunaújvárosi lány a világ tetején. 18. Juli 2017, abgerufen am 24. April 2020 (ungarisch).
8. ↑  Benzsay Rebeka: a legvadabb álmaimban sem gondoltam volna, hogy arannyal jövünk haza. Abgerufen am 27. März 2020.
9. ↑  Balássy László: Magyar Olimpiai Bizottság - BENZSAY REBEKA. 14. November 2018, archiviert vom Original (nicht mehr online verfügbar) am 27. März 2020; abgerufen am 27. März 2020 (ungarisch).  Info: Der Archivlink wurde automatisch eingesetzt und noch nicht geprüft. Bitte prüfe Original- und Archivlink gemäß Anleitung und entferne dann diesen Hinweis.
10. ↑  Paraguay take last main round spot | IHF. Abgerufen am 26. März 2020 (englisch).
11. ↑  A great success on the sand - Olympic News. 6. Februar 2019, abgerufen am 26. März 2020 (englisch).
12. ↑  Rousing success on the sand - Olympic News. 6. Februar 2019, abgerufen am 27. März 2020 (englisch).
13. ↑  European Handball Federation - 2019 Women's ECh Beach Handball / Match Details. Abgerufen am 26. März 2020 (englisch).
14. ↑  European Handball Federation - 2019 Women's ECh Beach Handball / Match Details. Abgerufen am 26. März 2020 (englisch).
15. ↑  European Handball Federation - 2019 Women's ECh Beach Handball / Match Details. Abgerufen am 26. März 2020 (englisch).
16. ↑  European Handball Federation - 2019 Women's ECh Beach Handball / Match Details. Abgerufen am 26. März 2020 (englisch).
17. ↑  European Handball Federation - 2019 Women's ECh Beach Handball / Match Details. Abgerufen am 26. März 2020 (englisch).
18. ↑  European Handball Federation - 2019 Women's ECh Beach Handball / Match Details. Abgerufen am 26. März 2020 (englisch).
19. ↑  News | IHF. Abgerufen am 26. März 2020.
20. ↑  Team Details Page | IHF. Abgerufen am 26. März 2020.
21. ↑  kézitörténelem.hu. Abgerufen am 14. November 2020.

| Personendaten    | Personendaten                     |
| ---------------- | --------------------------------- |
| NAME             | Benzsay, Rebeka                   |
| ALTERNATIVNAMEN  | Rebeka, Benzsay (ungarisch)       |
| KURZBESCHREIBUNG | ungarische Beachhandballspielerin |
| GEBURTSDATUM     | 24. Februar 2000                  |
| GEBURTSORT       | Budapest                          |